# Moritz Baumert
Friedrich Moritz Baumert (* 26. Dezember 1818 in Hirschberg; † 14. September 1865 in Berlin) war ein deutscher Mediziner und Chemiker.

## Leben
Baumert war der Sohn des Kaufmanns Friedrich Baumert und seiner Ehefrau Louisa, geb. Werner. Er besuchte das Gymnasium in Hirschberg. Nach dem Abitur 1838 studierte er an den Universitäten Breslau und Berlin Medizin, später Chemie unter Justus von Liebig, Josef Redtenbacher und Robert Wilhelm Bunsen. Nachdem er einige Jahre als Arzt in Breslau gewirkt hatte, habilitierte er sich 1853 an der Universität Breslau in Chemie und wurde zunächst Privatdozent in Breslau. Von 1855 bis 1857 war er außerordentlicher Professor in Bonn.
Seine Habilitationsschrift über die Respiration des Schlammpeitzgers war eine der ersten Anwendungen der Gasanalyse in der Physiologie.

## Veröffentlichungen
- Über die Einwirkung des Kaliumamids auf einige organischen Verbindungen; Bonn, 1859
- Über eine neue Oxydationsstufe des Wasserstoffs und ihr Verhältnis zum Ozon; Heidelberg, 1852
- Chemische Untersuchungen über die Respiration des Schlammpeizgers